# Вроцлавски икономически университет
Вроцлавският икономически университет (на полски: Uniwersytet Ekonomiczny we Wrocławiu) е сред 10-те държавни университета, намиращи се в гр. Вроцлав, Полша.
Основан е през 1947 г. като частно търговско училище под името Висше търговско училище (Wyższa Szkoła Handlowa). Национализиран е през 1954 г. под името Висше икономическо училище. През октомври към него е добавено „Оскар Ланге“ (Oskar R. Lange) – името на известен полски икономист социалист. При промяната на името му на Вроцлавски икономически университет (Uniwersytet Ekonomiczny we Wrocławiu) през 2008 г. е изключено „Оскар Ланге“.
През 2005 г. в университета учат 21 хил. студенти (включително задочни и дистанционни), обучавани от 638 преподаватели, сред които 137 професори.
Главният кампус на университета с 3 от 4-те му факултета се намират на ул. Командорска, близо до центъра на Вроцлав. Факултетът по регионална икономика и туризъм е разположен в град Йеленя Гора.

## Факултети
Факултетите в университета са следните:
- Икономически науки
- Инженерство и икономика
- Мениджмънт, информатика и финанси
- Регионална икономика и туризъм

## Ректори
- Камил Стефко (1947 – 1950)
- Стефан Гурниак (1950 – 1952)
- Антони Вжосек (1952 – 1955)
- Кшъштоф Йежовски (1955 – 1956)
- Винсенти Стиш (1956 – 1959)
- Адам Хеумонски (1959)
- Юзеф Фиема (1955 – 1966)
- Юзеф Попкиевич (1966 – 1979)
- Юзеф Калета (1979 – 1987)
- Виеслав Плута (1987 – 1990)
- Юзеф Калета (1990 – 1993)
- Анджей Баборски (1993 – 1999)
- Мариан Нога (1999 – 2005)
- Богуслав Фиедор (от 2005)

## Изследователи и възпитаници
- д-р Лешек Чарнецки – най-богатият поляк според списание Forbes
- проф. д-р Кшищоф Яюга – председател на дружеството CFA в Полша
- проф. д-р Мариян Нога – Полски паричен съвет
- Йежи Шмайджински – Министерство на отбраната на Полша
- Гжегож Марек Михалски